# Беррокаль, Мигель
Миге́ль Орти́с Беррока́ль (исп. Miguel Ortiz Berrocal, 28 сентября 1933 — 31 мая 2006) — испанский скульптор, известный своими творениями-головоломками.

## Биография и творчество
Мигель Беррокаль изучал математику, физику и архитектуру в Университете Мадрида (1951—1953). Поначалу работал как живописец, начал выставлять свои картины в 1952 году. После переезда в Рим, а затем в Париж заинтересовался керамикой и решил посвятить себя скульптуре.
В таких работах как Split Box и Sarcophagus он впервые предложил возможность использования повторяющихся и составных форм. Этот метод вскоре стал основным в его стилистическом словаре, который в целом принял форму абстрактных фигур, составленных из соединяющихся частей.
Беррокаль поселился в Неграре, пригороде Вероны. Он руководил большой литейной, которая отливала не только его работы, но также большинство работ других европейских скульпторов.
Его первые скульптуры были выполнены из металлолома в 1950-х годов. Его первая разборная скульптура была создана в 1959 году, она состояла из семи частей. Мигель Беррокаль постепенно перешел от больших скульптур к меньшим и более сложным. В 1963 году он сделал торс Самсона, состоящий из десяти частей.

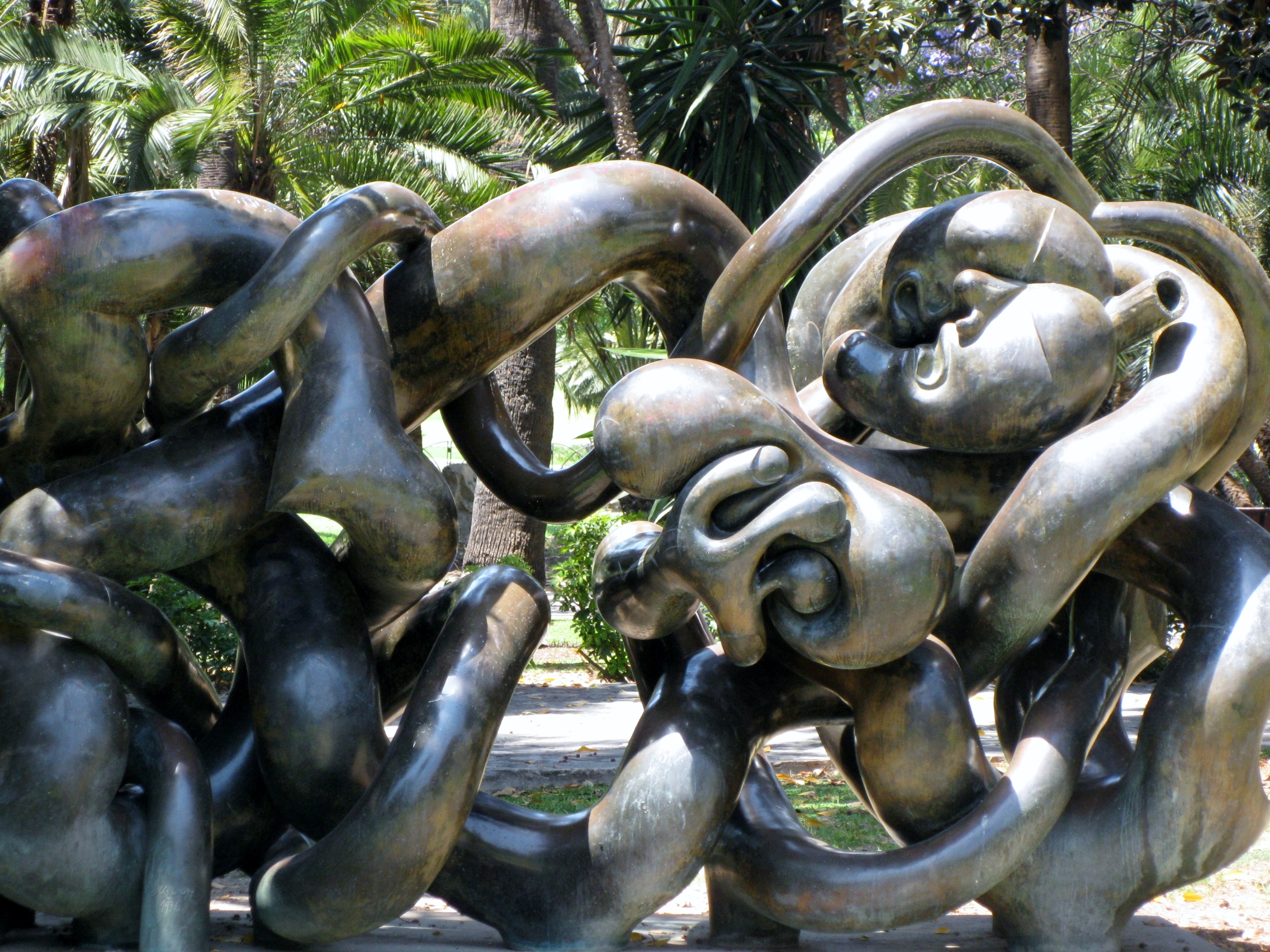
Скульптура работы Беррокаля в саду Пикассо в Малаге

В 1966 году Беррокаль выполнил торс Давида из двадцати трех частей. Гениталии Давида были набором для кольца. Беррокаль часто помещал кольца и другие «сюрпризы» в большинство своих скульптур-головоломок. Например, «Мини-Мария» скрывала кольцо и мужские гениталии. Другим примером этого может послужить композиция «Ромео и Джульетта». Их части формируют набор на четырех персон, включающий бокалы для вина и подсвечники.
Книга Antologica Berrocal была опубликована Министерством культуры Испании в 1984 году и включает его работы 1955—1984 годов.